# Собещицы
Собещицы (укр. Собіщиці) — село в Варашской городской общине Варашского района Ровненской области Украины.
Население по переписи 2001 года составляло 835 человек. Почтовый индекс — 34353. Телефонный код — 3634. Код КОАТУУ — 5620888901.